# Love Action (I Believe in Love)
«Love Action (I Believe in Love)» — сингл британской синтипоп-группы The Human League, изданный 27 июля 1981 лейблом Virgin Records. Песня стала вторым синглом альбома Dare, она также была одной из трёх композиций, которые были выпущены в качестве синглов задолго до выхода самого альбома. «Love Action (I Believe in Love)» получила в Великобритании серебряный статус. Композиция была включена в список 500 величайших песен всех времён по версии журнала New Musical Express.

## О песне
Песня была написана вокалистом группы Филипом Оки и Иэном Бёрденом, а исполнена практически в одиночку самим Оки, хотя Джоан Катеролл и Сьюзан Энн Салли подпевали ему в припеве композиции. Другие участники, Джо Коллис, Эдриан Райт и Иэн Бёрден играли на синтезаторах.
«Hard Times», размещённая на б-сайде «Love Action», попала в танцевальный чарт США на тридцать седьмое место, а годом позже она повторно вошла в хит-парад, обосновавшись на пятьдесят седьмой строчке.
Текст композиции повествует о любви, на её написание Филиппа вдохновила «I Believe in Love» в исполнении Лу Рида. С похожим названием, она указывает на то, что Оки был вдохновлён творчеством Лу Рида, так как он поёт об этом следующее: «I believe what the old man said». В 1982 году Фил сообщил, что никто не спрашивал его о том, кто же всё-таки этот старик, о котором он поёт в «Love Action».
Рецензент портала AllMusic, Дэйв Томпсон, положительно оценил композицию, упомянув, что пройдя через смену состава, экспериментальные годы своего раннего творчества, The Human League приобщились к «пышному» клубному звучанию, совместив энергичные танцевальные ритмы с «мерцающими» звуками синтезаторов.
В Великобритании сингл занял третье место и стал первым треком, который попал в топ-10, так как первые записи группы не добивались такого результата. Он также попал в чарт Новой Зеландии и занял там двадцать первую строчку.
«Love Action (I Believe in Love)» звучит в компьютерной видеоигре Grand Theft Auto: Vice City Stories на вымышленной радиостанции Wave 103, а также в 1 и в 4 эпизодах телесериала «Прах к праху». Кроме того, в 2009 году она прозвучала в телесериале «Молокососы».

## Список композиций
Грампластинка
| №  | Название                           | Длительность |
| -- | ---------------------------------- | ------------ |
| 1. | «Love Action ( I Believe in Love)» | 3:50         |
| 2. | «Hard Times»                       | 4:53         |

12"
| №  | Название                                         | Длительность |
| -- | ------------------------------------------------ | ------------ |
| 1. | «Hard Times»                                     | 4:53         |
| 2. | «Love Action (I Believe in Love)»                | 5:06         |
| 3. | «Hard Times (Instrumental)»                      | 5:45         |
| 4. | «Love Action (I Believe in Love) (Instrumental)» | 5:23         |

CD-сингл
| №  | Название                          | Длительность |
| -- | --------------------------------- | ------------ |
| 1. | «Hard Times»                      | 4:53         |
| 2. | «Love Action (I Believe in Love)» | 5:06         |
| 3. | «Hard Times (Instrumental)»       | 5:44         |
| 4. | «Love Action (Instrumental)»      | 5:23         |

## Участники записи
- Филип Оки — вокал
- Джоан Катеролл, Сьюзан Энн Салли — бэк-вокал
- Иэн Бёрден, Джо Коллис — синтезатор
- Филип Эдриан Райт — синтезатор, слайд-гитара
- Мартин Рашент — продюсер

## Позиции в чартах
| Страна         | Наивысшая позиция |
| -------------- | ----------------- |
| Австралия      | 12                |
| Великобритания | 3                 |
| Ирландия       | 11                |
| Новая Зеландия | 21                |